# Molar Peak
Molar Peak är en bergstopp i Antarktis. Den ligger i Västantarktis. Argentina, Chile och Storbritannien gör anspråk på området. Toppen på Molar Peak är 1 065 meter över havet, eller 811 meter över den omgivande terrängen. Bredden vid basen är 9,8 km.
Terrängen runt Molar Peak är kuperad åt sydväst, men åt nordost är den bergig. Havet är nära Molar Peak österut. Trakten är obefolkad. Det finns inga samhällen i närheten.